# Västra Alstads landskommun
Västra Alstads landskommun var en tidigare kommun i dåvarande Malmöhus län.

## Administrativ historik
Kommunen bildades i Västra Alstads socken i Skytts härad i Skåne när 1862 års kommunalförordningar trädde i kraft. 
Vid kommunreformen 1952 uppgick kommunen i Alstads landskommun som uppgick 1967 i Trelleborgs stad som 1971 ombildades till Trelleborgs kommun.

## Politik

### Mandatfördelning i Västra Alstads landskommun 1938-1946
| 12 | 8 |

| 20 |

| 12 | 8 |

| 19 |

| 12 | 8 |

| 20 |